# Leopold Haeck

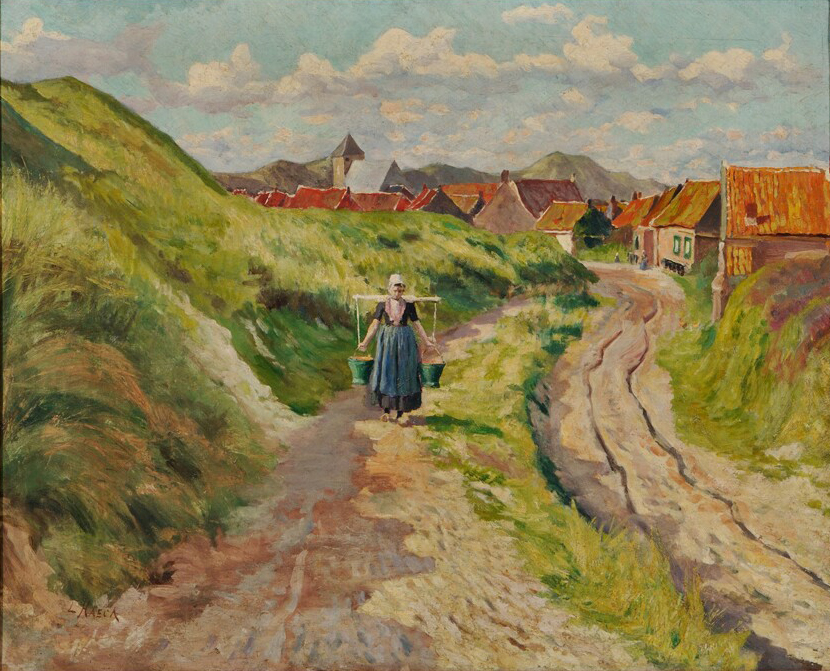
Polderlandschaft

Leopold Haeck (* 4. März 1868 in Antwerpen; † 22. September 1928 in Wijnegem) war ein belgischer Landschafts- und Genremaler sowie Radierer.
Haeck studierte an der Koninklijke Academie voor Schone Kunsten van Antwerpen bei Charles Verlat und anderen Professoren.
1883 wurde er Mitbegründer von Als ik kan („Wenn ich kann“), einer Vereinigung junger Künstler, die ihnen Zugang zu Ausstellungen ermöglichte. Der Name des Vereines war eine Anknüpfung an Jan van Eyck, der seine Gemälde so unterzeichnete. Haeck debütierte 1888 im Antwerper Kunstsalon, er stellte auch in Gent und Brüssel aus.
Er malte Landschaften und Stadtansichten, Porträts, Genreszenen und religiöse Szenen. Neben der Malerei beschäftigte er sich mit der Radierung. 
Er wurde zum Ritter des Leopoldordens ernannt.